# 1950年至1951年英格蘭足總盃
1950/51球季英格蘭足總盃（英語：FA Cup），是第70屆英格蘭足總盃，今屆賽事的冠軍是紐卡素，他們在決賽以2:0擊敗黑池，奪得冠軍。本屆賽事繼續在舊溫布萊球場舉行。
黑池在三年前亦曾打入足總盃決賽，但最終飲恨而回，今次再度輸波。

## 外部連結
1. 英格蘭足總盃官網Archive-It的存檔，存档日期2012-04-24
2. 英格蘭足總盃 歷屆冠軍（页面存档备份，存于）